# درتی تاک (ترانه جیسون درولو)
«درتی تاک» (به انگلیسی: Talk Dirty) تک‌آهنگی از هنرمند اهل ایالات متحده آمریکا جیسون درولو با همکاری ۲چینز است که در ۲ اوت ۲۰۱۳ منتشر شد.